# Casa Heredia

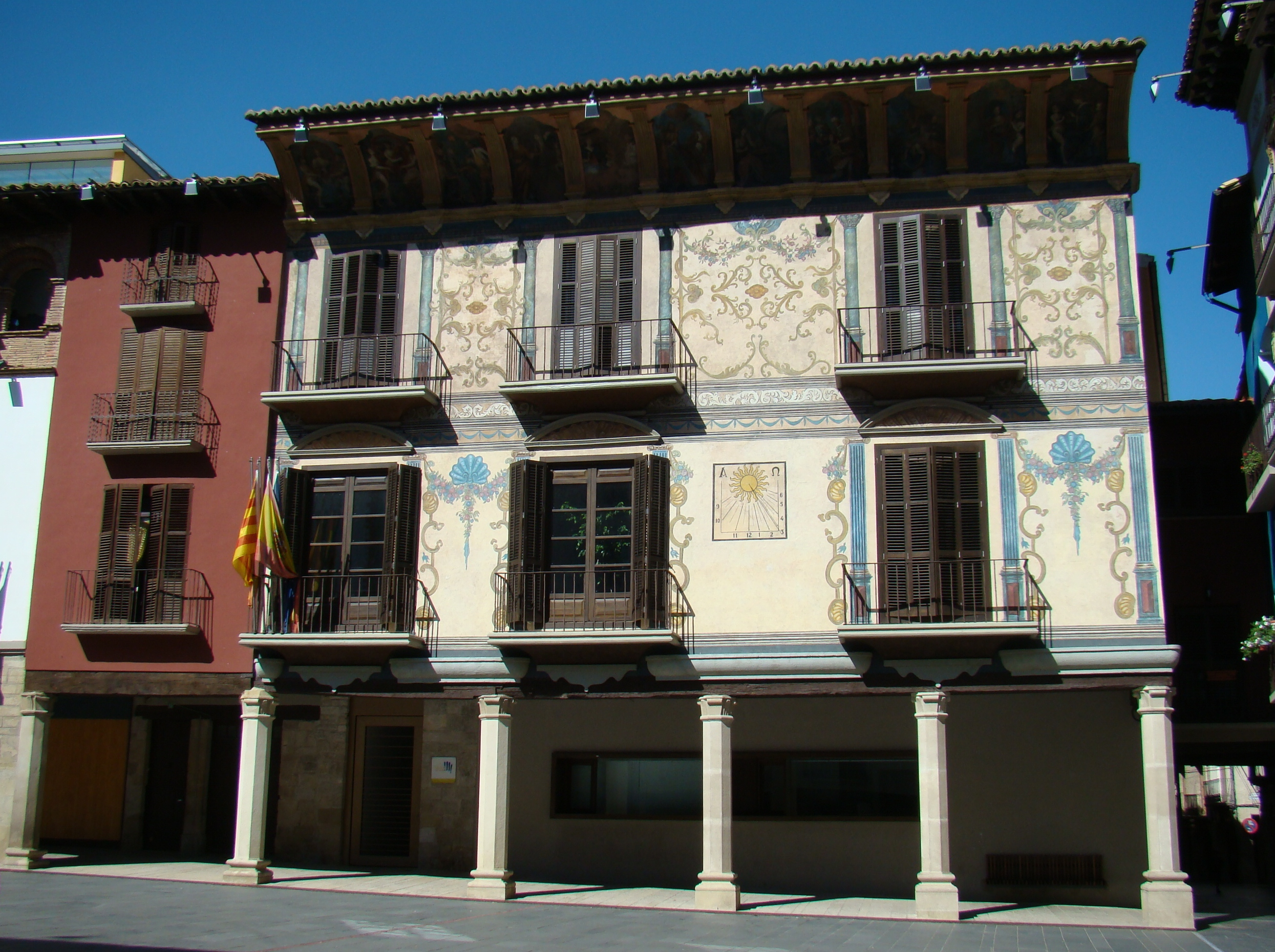
Casa Heredia

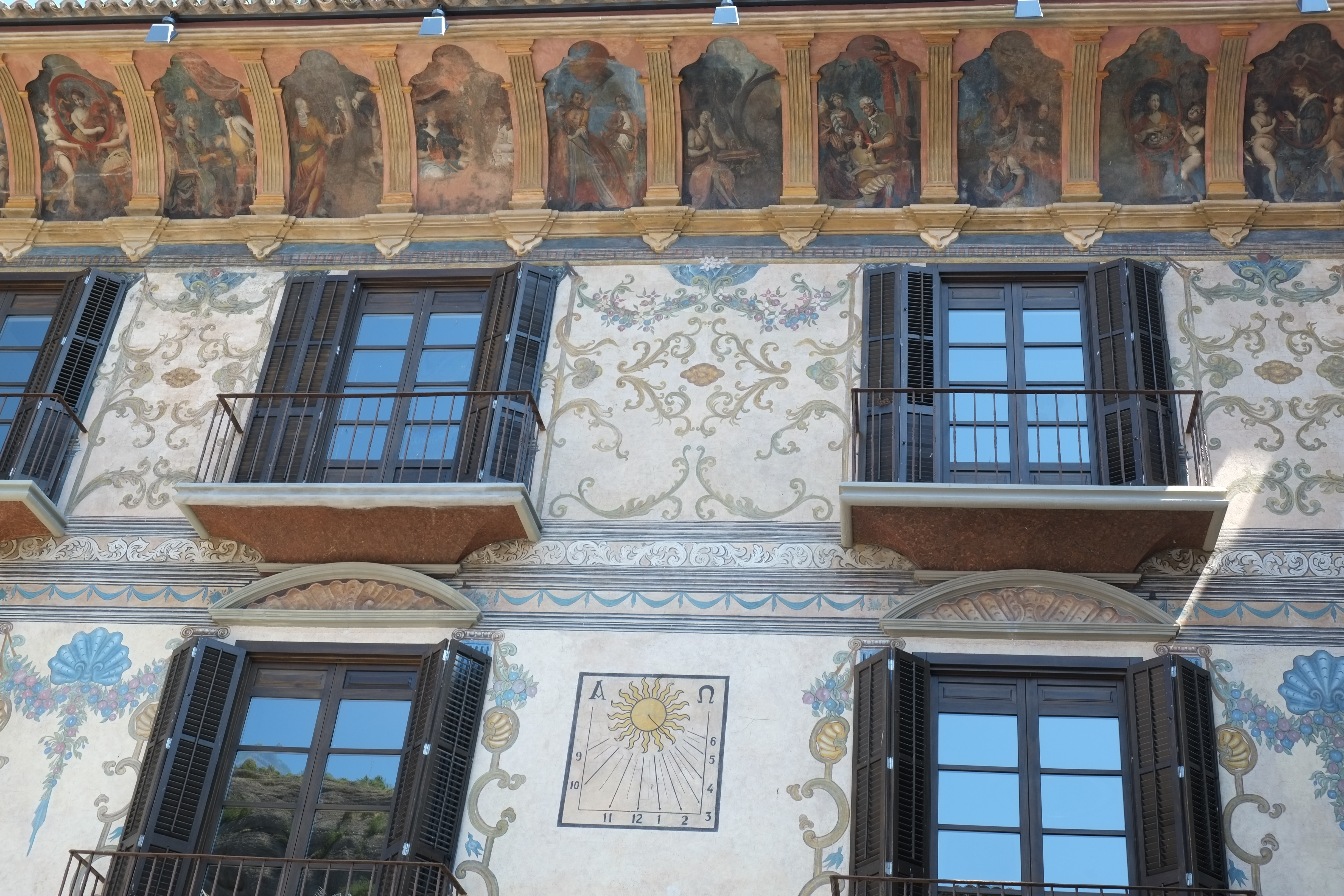
Casa Heredia

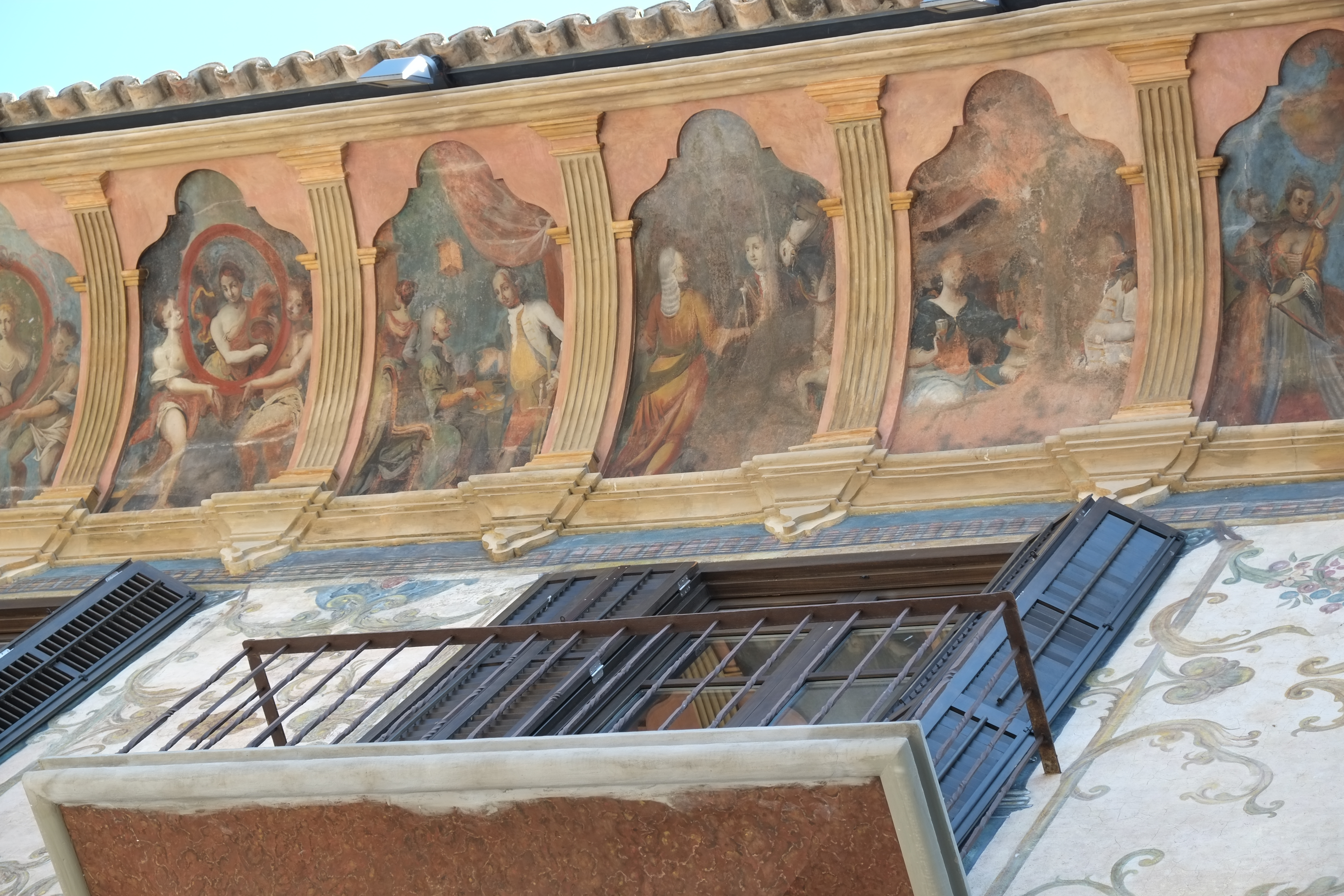
Malereien unter dem Dachansatz

Die Casa Heredia in Graus, der Hauptstadt der Comarca Ribagorza in der Provinz Huesca der spanischen Autonomen Gemeinschaft Aragonien, ist ein Stadtpalais der Familie Heredia aus dem 18. Jahrhundert. Das Gebäude steht neben dem Rathaus und gehört mit anderen Stadtpalästen zu einem Bauensemble (conjunto arquitectónico) an der Plaza Mayor. Im Jahr 2004 wurde das Gebäude zum Bien catalogado del patrimonio cultural aragonés (aufgelisteten Kulturgut Aragoniens) erklärt. In dem Gebäude ist heute die Verwaltung der Comarca Ribagorza (Consejo Comarcal de Ribagorza) untergebracht.

## Geschichte
Die Casa Heredia entstand durch den Zusammenschluss mehrerer Gebäude. Das ursprüngliche Palais geht auf Ignacio de Heredia y Alamán, einen engen Vertrauten des Grafen von Aranda zurück, der in der Mitte des 17. Jahrhunderts den Familienwohnsitz errichten ließ. Dieses Gebäude wurde allerdings durch die späteren Umbauten vollkommen verändert. Das heutige Gebäude ließ Vicente Heredia, ein Naturwissenschaftler und Geograph, um 1780 errichten. Im Jahr 1828 wurden die Malereien an der Fassade und unter dem Dachansatz ausgeführt, die der Maler Teótimo de Heredia zu Ende führte. 1939 wurde die Sonnenuhr aufgemalt, die eine bereits bestehende, ältere ersetzte. In den Jahren 2006 bis 2008 erfolgte eine grundlegende Renovierung des Gebäudes. Es wurde im Inneren fast völlig entkernt, die oberen Stockwerke wurden vollständig erneuert. Die Malereien an der Fassade wurden ebenfalls restauriert.

## Architektur
Das dreistöckige Gebäude hat einen quadratischen Grundriss. Die Arkaden im Erdgeschoss ruhen auf steinernen Sechskantpfeilern. Die beiden oberen Geschosse werden durch je drei Balkone gegliedert.

## Fassadenmalerei

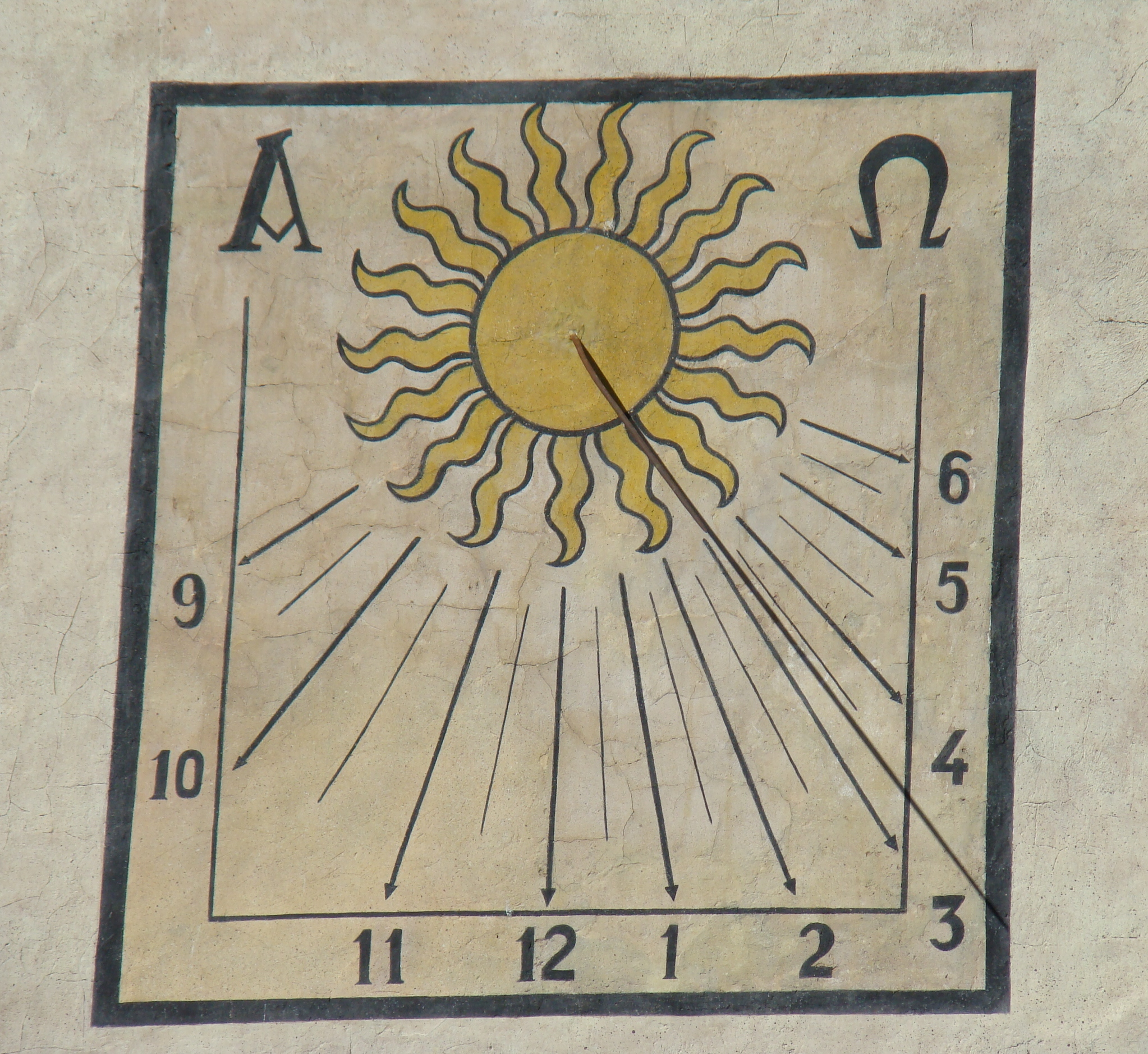
Sonnenuhr

In der Mitte des ersten Stockwerks ist eine Sonnenuhr mit einer symbolhaften Darstellung der Sonne und den griechischen Buchstaben Alpha und Omega aufgemalt. Zwischen dem ersten und dem zweiten Stockwerk verläuft ein gemaltes Gesims. Auf den Feldern zwischen den Fenstern sind Blüten, Früchte und Blattranken dargestellt, die Fenster werden von einem gemalten Dekor umrahmt. Unter dem Dachansatz sind elf Bilder angebracht. Auf den sieben mittleren Bildern sind Szenen aus dem Gleichnis vom verlorenen Sohn dargestellt, die vier äußeren Bilder stellen Allegorien der vier Jahreszeiten dar. Sowohl die Personen des biblischen Gleichnisses als auch die allegorischen Figuren der Jahreszeiten sind zeitgenössisch gekleidet.

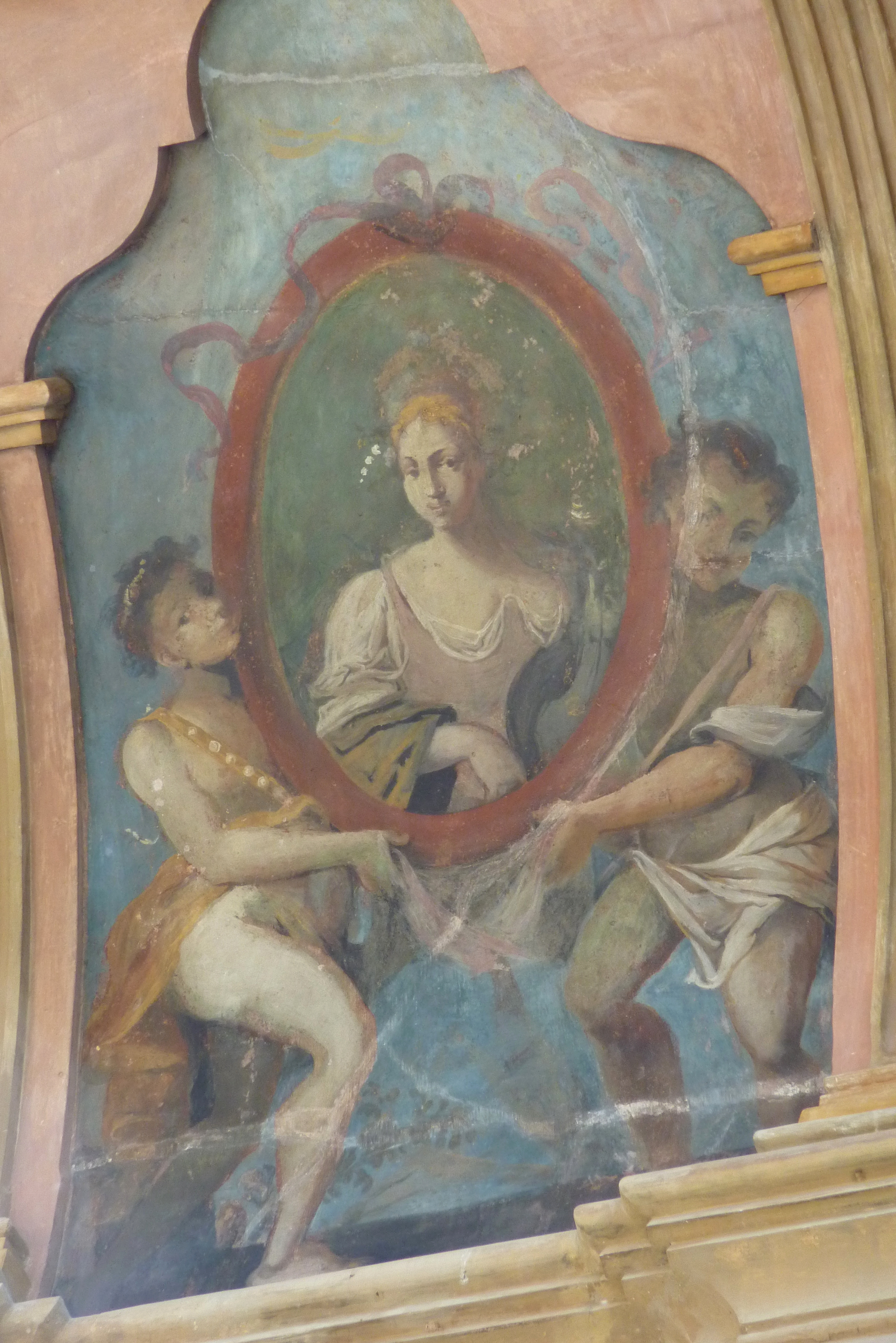
Allegorie des Frühlings
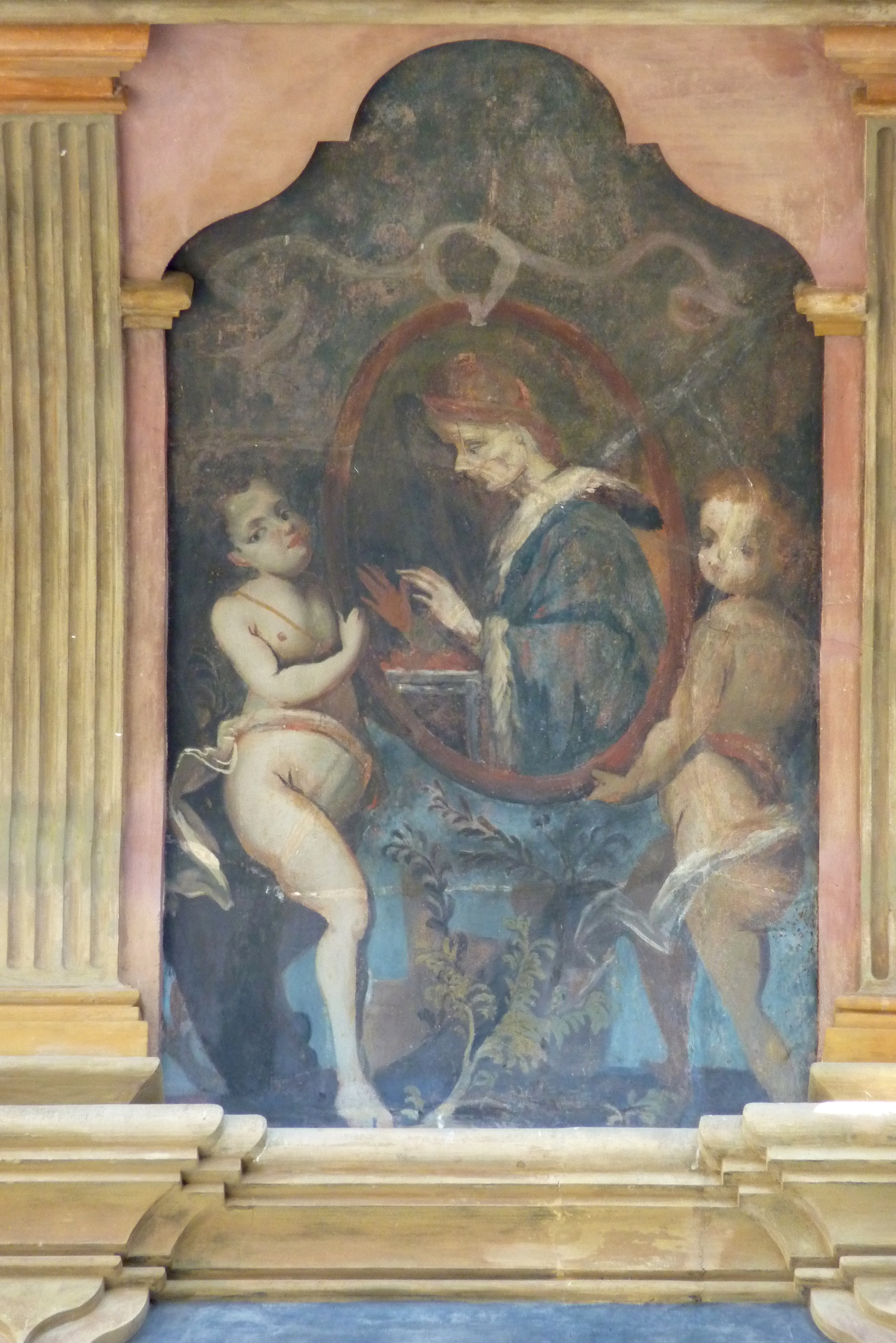
Allegorie des Winters
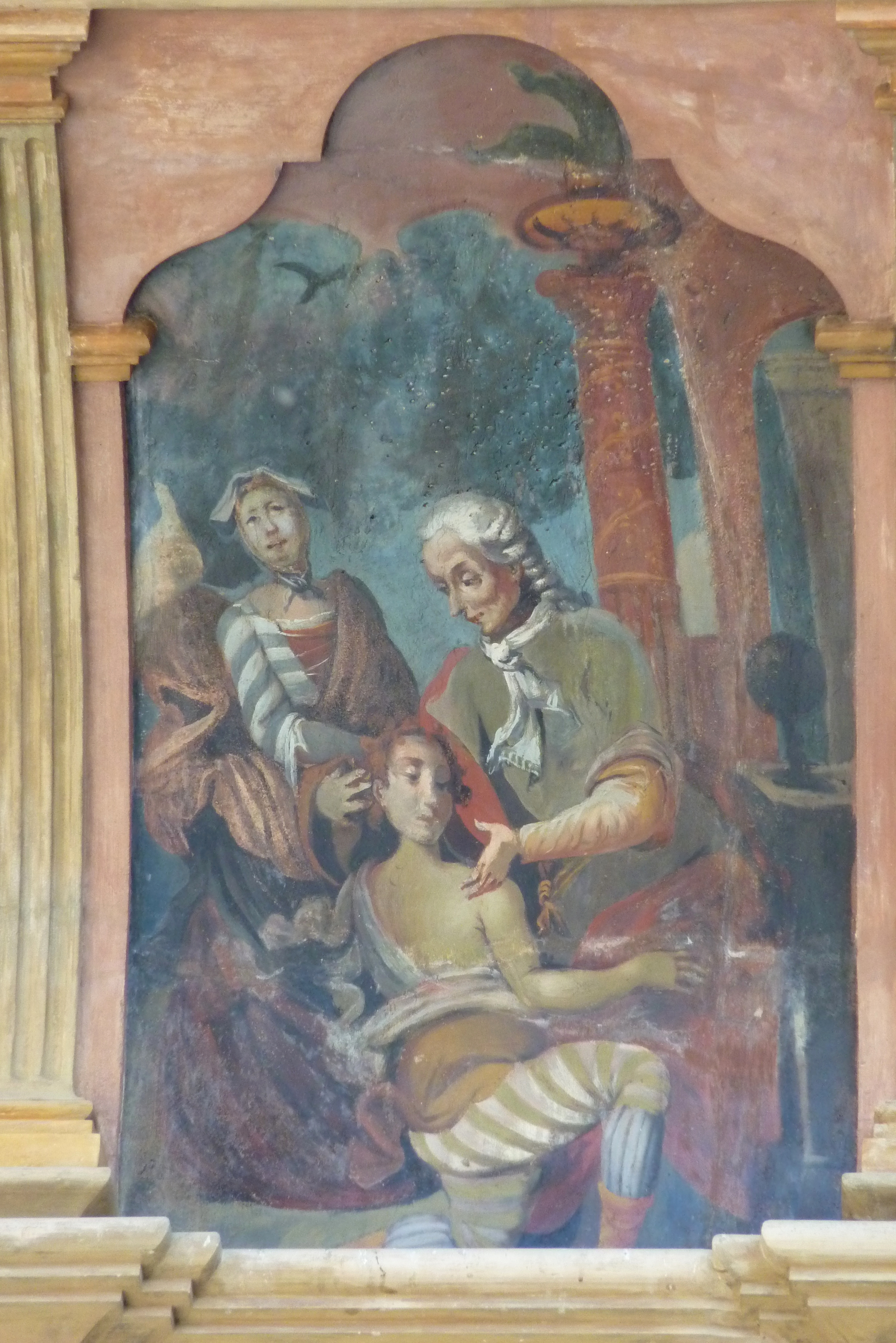
Verlorener Sohn
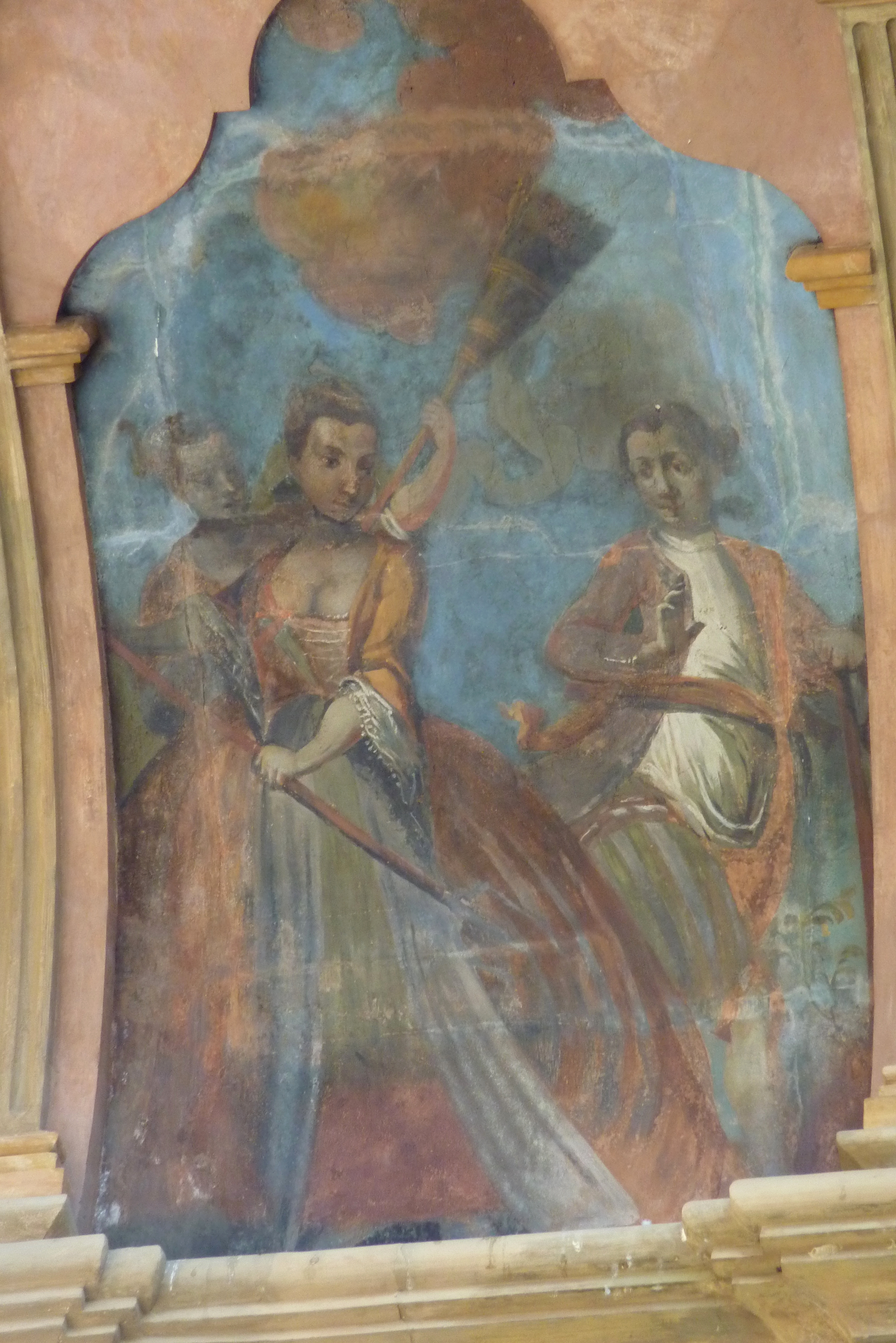
Verlorener Sohn